# Guadagno meccanico
Il guadagno meccanico, in una macchina semplice, viene definito il rapporto fra forza resistente e forza motrice.

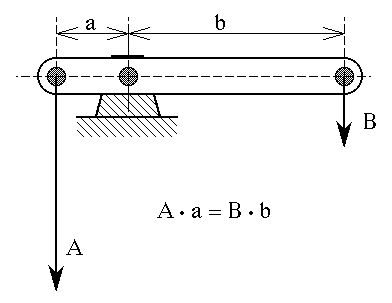
Bilanciamento di due bracci attorno ad un fulcro

{\displaystyle \varepsilon ={\frac {Fr}{Fm}}}
Se ε < 1 si ha una macchina svantaggiosa, se ε > 1 la macchina è vantaggiosa, se ε = 1 la macchina è indifferente.
Un esempio di macchina indifferente è la carrucola fissa, invece il sistema a carrucola singola mobile ha un guadagno pari a 2.
Un esempio di macchina svantaggiosa (ε <1) è la pinzetta per sopracciglia, un esempio  di macchina vantaggiosa (ε >1) è lo schiaccianoci.